# 秦连翘
秦连翘（学名：Forsythia giraldiana）为木犀科连翘属下的一个种。

## 扩展阅读
- 維基物種上的相關：秦连翘